# Кробя (Мазовецьке воєводство)
Кробя (пол. Krobia) — село в Польщі, у гміні Кадзідло Остроленцького повіту Мазовецького воєводства.
Населення — 201 особа (2011).
У 1975-1998 роках село належало до Остроленцького воєводства.

## Демографія
Демографічна структура станом на 31 березня 2011 року:
|          | Загалом | Допрацездатний вік | Працездатний вік | Постпрацездатний вік |
| -------- | ------- | ------------------ | ---------------- | -------------------- |
| Чоловіки | 101     | 20                 | 69               | 12                   |
| Жінки    | 100     | 24                 | 47               | 29                   |
| Разом    | 201     | 44                 | 116              | 41                   |